# 磺胺
磺胺（英語：Sulfanilamide），即对氨基苯磺酰胺，是一种具有药用价值的有机物，最早在1908年由奥地利化学家保罗·雅各布·约瑟夫·杰尔莫（Paul Josef Jakob Gelmo）合成，并在1909年获得专利权。磺胺最初是作为一个偶氮类染料的中间体得到合成，但直到20世纪30年代，磺胺的一种衍生物百浪多息得到报道后，人们才开始注意到磺胺类的药用价值。目前的磺胺类药物均是在磺胺的基础上开发出来的。

## 作用與機制
磺胺類抗生素的作用方式是作為4-氨基苯甲酸（PABA）的競爭性抑制劑而發揮作用。PABA對於葉酸的生合成是必需的，而葉酸又是合成核酸所必須的物質。真菌需要自行合成葉酸，但哺乳動物不能自行合成。因此，磺胺類藥物對於真菌的殺滅作用是具有選擇性的。然而，這種藥物也有副作用，例如在缺乏葡萄糖-6-磷酸脫氫酶的人類中使用時會引起溶血等不良反應。